# Avrättningarna av politiska fångar i Iran 1988
Avrättningarna av politiska fångar i Iran 1988 (persiska: ۱۳۶۷ اعدام زندانیان سیاسی در تابستان) avser de systematiska avrättningarna av ett stort antal politiska fångar i Iran, efter en direkt hemligstämplad order från ayatollah Khomeini och genomförd av en hemlig kommission, som startade den 29 juli 1988 och pågick i två månader, ända till den 27 september. De avrättade var medlemmar i den muslimska gerillaorganisationen Folkets mujahedin såväl som i Iranska Kurdistans Demokratiska Parti, och olika vänsterorganisationer som det Moskva-vänliga kommunistiska Tudehpartiet eller andra kommunistiska och/eller vänsterorganisationer som Folkets Fedayin (olika fraktioner), Rah-e Kargar, Peykar, Kommunistiska Partiet, Komala etc. 
Avrättningarna verkställdes visserligen inte helt utan några förfaranden, men fångarna anklagades på punkter som helt saknade samband med varför de hade satts i fängelse. Oberoende av om de redan hade fått sina domar eller ej, intervjuades fångarna på nytt av särskilda åklagare och domare med utgångspunkt i några få frågor. Frågorna var olika beroende på om fången var muslim och misstänktes för samröre med Folkets mujahedin, eller om man hade arresterats för samarbete med kommunistiska organisationer. Många av fångarna var, speciellt i början, omedvetna om det verkliga syftet med frågorna. Det var att göra sig av med dissidenter och oppositionella. Domarna och åklagarna var medvetet ute efter att hitta en anledning, avseende tro eller politiskt ställningstagande, som kunde motivera en avrättning. Motiveringarna till de nya (döds)domarna sammanfattades under beteckningarna Moharebeh och Ertedad.  
När det gäller de underliggande orsakerna till avrättningarna 1988, finns det fler åsikter. Två förklaringar är dock framträdande. En grupp ser avrättningarna som den iranska regimens svar på en militär operation, så kallad "Eviga ljuset" eller Mersad, startad av den ovannämnda muslimska gerillaorganisationen, Folkets mujahedin, vars trupper 23–29 juli 1988 i slutskedet av kriget mellan Iran och Irak anföll Irans västliga gränser. Avrättningarna började samma dag då detta anfall avslutades. En annan inriktning ser avrättningarna som en logisk följd av eller fortsättning på den rådande repressionen i Iran, och det förtryck mot oppositionella politiska organisationer som hade påbörjat i början av 1980-talet. Många av de avrättade fångarna hade arresterats redan 1981–1987, och avrättningarna 1988 var höjdpunkten på den avrättningsvåg som startat 1981.
En direkt konsekvens av avrättningarna var att ayatollah Hossein-Ali Montazeri avsattes. Khomeini skrev i det offentliga brev som han den 26 mars 1989 skickade till Montazeri (och därmed avsatte honom) att han förhindrat rättvisan ha sin gång, och att han med sina ord och sin penna hade försvarat en liten grupp, Folkets mujahedin, som hade tagit till vapen och därför dömts till döden.‍ Han var tänkt att efterträda ayatollah Khomeini som andlig ledare i Iran. När Montazeri hörde om avrättningarna skrev han tre protestbrev – två till Khomeini, en till den särskilda kommission (dödens kommission) som hade ansvaret att verkställa Khomeinis beslut. I dessa brev fördömde Montazeri avrättningarna "i otvetydiga ordalag". Han framställde Khomeini som ansvarig för en stor orättvisa och anklagade den särskilda kommissionen för att ha "ha kränkt islam genom att avrätta folk som begått mindre förseelser och som i riktiga domstolar bara skulle ha fått enkla anmärkningar eller varningar."  Enligt en ljudinspelning som släpptes den 9 augusti 2016 insisterar ayatollah Montazeri i ett möte med medlemmarna i "dödens kommission" den 9 augusti 1988 på att det som de höll på att göra var "kriminellt" och att historien skulle komma ihåg dem som "mördare". Montazeri klargör att hans samvete inte tillät honom att sitta stilla och beskåda den orättvisa som skippades. Montazeris protester blev en av de bidragande orsakerna till att avrättningarna slutade.
Avrättningarna har beskrivits som en politisk utrensning utan motstycke i modern iransk historia, både i fråga om omfattning och hemlighetsmakeri. Det exakta antalet avrättade fångar är fortfarande oklart. Ayatollah Montazeri har i sina memoarer gissat på en ungefärlig siffra på 2 800 till 3 800 avrättade. Amnesty International har registrerat namn på över 4 482 försvunna fångar. En del iranska politiska organisationer har publicerat egna listor på de avrättade fångarna, vars antal även här uppskattas vara runt 4 000–5 000. En stor del av de vänstersympatisörer och kommunister som avrättades 1988 i Evin-fängelset och Gohardasht-fängelset i Teheran vilar på begravningsplatsen Khavaran i södra Teheran.

## Khomeinis avrättningsorder
Någon dag mellan den 23–29 juli 1988 utfärdade Irans ledare Ayatollah Khomeini "en hemlig men extraordinär order – några kallar det för en fatwa." Montazeri påpekar att handstilen i ordern inte var Khomeinis, utan texten hade med stor sannolikhet skrivits ned av Khomeinis son, Ahmad. Ordern inkluderade i alla fall inrättandet av en "speciell kommission med instruktioner att avrätta de politiska fångarna. Ett utdrag ur brevet lyder: 
"Eftersom hycklarna [beteckning som syftade på organisationen Folkets mujahedin] inte alls tror på islam, enär allt de säger är uttryck för deras svekfulla avsikter och emedan de enligt sina ledare har förkastat islam, med avseende på deras systematiska krigföring vid landets norra, västra och södra gränser, med anledning av deras samarbete med det irakiska Baath-partiet samt deras spioneri för Saddam Hussein emot det muslimska iranska folket, och på grund av deras samarbete med västmakterna och deras otillbörliga svek mot den islamiska republiken Iran redan från första början, är de personer bland dem som finns i landets fängelser och som insisterar på sina ideologiska ställningstaganden mohareb och dömda till döden. Ansvaret för genomförandet av detta beslut tillfaller gemensamt på herrarna hojjatoleslam Nayyeri (överstedomare i revolutionsdomstolen), herr Eshraqi (åklagare i Teheran) och en representant från informationsministeriet..."
Även om Khomeinis order direkt nämner Folkets mujahedin kom de summariska rättegångarna och avrättningarna, som ovan nämndes, att omfatta dissidenter och oppositionella aktivister från alla politiska organisationer, i synnerhet kommunister. Dessa dömdes efter andra principer, eftersom de föll under kategorin gudlösa avfällingar, mortadd. Mujahedin-sympatisörer betraktades som mohareb.

## Kommissionen och förhören av fångarna
Den nationella kommissionen för avrättningarna hade, som ovan nämndes, 3 medlemmar. Dessa var överstedomaren i Teheran, Hojjatoleslam Hoseyn-Ali Nayyeri, överåklagaren i Teheran, hojjatoleslam Morteza Eshraqi och officeraren vid informationsministeriet, hojjatoleslam Mostafa Pur-Mohammadi. Denna kommission lade ut riktlinjerna för förhören och kom praktiskt taget att ta hand om de politiska fångarna i huvudstaden Teheran. Vid planens genomförande i Teheran utökades kommissionen med ytterligare en medlem, vice åklagaren i Teheran, hojjatoleslam Ebrahim Ra'isi. Det var dessa fyra personer som mötte ayatollah Montazeri den 9 augusti 1988 och som beskylldes av honom för "mord" och "kriminalitet". Det bör påpekas att Mostafa Pur-Mohammadi har varit justitieminister i Iran sedan 2013, och Ebrahim Ra'isi är en av kandidaterna för andligt ledarskap i Iran efter den sittande andliga ledaren, Ali Khamenei.‍‍
För det praktiska genomförandet i provinserna bildades liknande kommissioner enligt Khomeinis anvisningar, bestående av den lokala överstedomaren, provinsens överåklagare och den lokala säkerhetsansvarige officeren. Uppdraget bestod i att förhöra fångarna med i förväg fastställda frågor som skulle avslöja om fången var avfälling eller mohareb enligt Khomeinis order i den ovannämnda "fatwan". De som gav "felaktiga" svar avrättades genom hängning, medan andra skonades. Många, kanske till och med de flesta av fångarna, var omedvetna om förhörets verkliga syfte.

## Behandlingen av de anhöriga
Enligt den iranska människorättsaktivisten och fredspristagaren Shirin Ebadi, fick de anhöriga till de avrättade följande uppmaning: "Under ett år ska ni avstå från att hålla begravning eller sörja hans död offentligt. När det gått ett år bedömer vi om ert uppförande varit acceptabelt, och då kan ni få veta var han finns begravd." Man rättfärdigade avrättningen inför de anhöriga med påståendet att fångens namn hade funnits på lappar som var fästa på Mujahedin-soldater som dödats i Mersad-attacken och vars kroppar hade återfunnits av iranska myndigheter. Om fångens namn fanns på en sådan lapp ansågs fången ha varit behjälplig vid Mersad-attacken. Ebadi protesterade och menade att förutom att förklaringen var allmänt osannolik, så förklarar det inte heller varför fången inte fick en rättvis rättegång.

## De som sade nej
Den iranska dokumentärfilmaren Nima Sarvestani kom 2014 ut med en film, Those who said No, som behandlar avrättningarna av de politiska fångarna i Iran under 1980-talet i allmänhet och 1988 i synnerhet. Filmen utgår från de överlevande politiska fångarnas minnen från 1980-talet i de iranska fängelserna. Denna skakande film vann Luna International Filmfestivals pris för bästa film 2015, och var bland en av de ledande filmerna i International Documentary Film Festival i Amsterdam 2015.

## Hamid Nouri
I november 2019 kom avrättningarna 1988 att på nytt bli aktuella i debatten. Då lurades nämligen Hamid Nouri (även känd som Hamid Abbasi), till Sverige för att snabbt efter ankomst arresteras av svensk polis efter misstankar om att Nouri varit en nyckelperson i de avrättningar som skedde vid Evinfängelset i Iran. Åtalet blev möjligt till följd av att det svenska rättsväsendet fått tillåtelse att tillämpa universell jurisdiktion  för brott mot folkrätten. Den 14 juli 2022 dömde också Stockholms tingsrätt Hamid Noury till livstids fängelse, och efter avtjänat straff utvisning på livstid.